# Integración vertical
En microeconomía y dirección estratégica, la integración vertical es una  estrategia de nivel corporativo utilizada por empresas, mediante la cual ingresan a nuevos sectores para favorecer la competitividad de sus productos o servicios actuales. La integración vertical puede ser hacia atrás (ingresando a la manufactura de insumos para sus productos) o hacia adelante (ingresando a la distribución o comercialización de los productos que fabrica). Contrasta con la integración horizontal. 
La integración vertical tiene como objetivo generar valor, aumentando la diferenciación y calidad de los productos de una empresa, y reduciendo costos. Asimismo, facilita la planificación.
Las compañías integradas verticalmente están unidas por una jerarquía y comparten un mismo dueño. Generalmente, los miembros de esta jerarquía desarrollan tareas diferentes que se combinan para satisfacer una necesidad común. Esa necesidad común proviene de generar economías de escala en cada compañía, y sinergias dentro de la corporación. Todo ello traducido en la búsqueda tanto de mayores utilidades como de generar mayor valor agregado partiendo del sector primario, hasta el consumidor final.   
El ejemplo clásico de la integración vertical es el de las empresas petroleras: una misma empresa puede reunir bajo su control tareas tan disímiles como la exploración, la perforación, producción, transporte, refinación, comercialización, distribución comercial y venta al detalle de los productos que procesa. En el campo de la agroindustria también son muy frecuentes los casos de integración vertical. Una empresa azucarera, por ejemplo, puede estar en manos de una compañía que tiene sus propias plantaciones de caña de azúcar, sus ingenios o centrales azucareras, fábricas de ron y de otras bebidas y licores, sus marcas comerciales y sus propios medios de transporte. 
Un monopolio producido a través de integración vertical se llama monopolio vertical.
Su proceso inverso, utilizado en los casos en que la integración genera más desventajas que ventajas a la compañía, es denominado desintegración vertical.

## Tipos de integración vertical
Existen tres formas de integración vertical: integración vertical hacia atrás, hacia delante y compensada. Para cada una de ellas, las empresas pueden decidir crear una subsidiaria o adquirir una compañía existente.
- En la integración vertical hacia atrás, la compañía ingresa en la producción de alguno de los componentes o materias primas utilizados en la fabricación de sus productos. Permite controlar la calidad, confiabilidad y el suministro de los componentes, lo que a su vez posibilita mantener la calidad y ventaja competitiva del producto final.[2] Por ejemplo, los fabricantes de automóviles eléctricos podrían ingresar en la fabricación de baterías para sus vehículos.[4][5][6]

- En la integración vertical hacia delante, la compañía ingresa en la distribución o venta de sus productos. Tiene como ventaja permitir controlar la calidad de la experiencia de compra y el servicio de posventa. Por ejemplo, Apple ingresó en la venta de sus productos a través de las Apple Store.[2][7]

- En la integración vertical compensada, la empresa establece subsidiarias que le suministran materiales a la vez que distribuyen los productos fabricados.[cita requerida]

## Ejemplos prácticos
Algunas personas creen que la mejor manera de sobrevivir en la industria de grabación musical en el entorno post-Napster es la integración vertical. La idea sería integrar la compañía discográfica con la emisora de radio en mercados locales. Esto permitiría a la marca producir música de forma más barata (porque muchos de los elementos que hacen cara la producción se deben a los innecesarios altos niveles de producción impuestos por las emisoras de radio y el sistema de pago). También aseguraría que la compañía de discos entendiera mejor los requerimientos de los oyentes. La esperanza sería que cualquier cosa que la marca de discos pusiera, dando por hecho que los hábitos y sistema de distribución no han cambiado, serían seguramente un éxito.
En el panorama actual, organizaciones como bancos buscan analizar sus diferentes unidades para encontrar similitudes entre ellas. La explotación de sus sinergias puede lograrse mediante la integración vertical desbloqueada por avances tecnológicos recientes, llegando incluso a la tecnología federada para el trading algorítmico. Esto permite una colaboración y compartición de información fluida entre unidades diversas, manteniendo al mismo tiempo una estructura descentralizada. Estos enfoques no solo mejoran la eficiencia de las estrategias de trading algorítmico, sino que también permiten la utilización de conocimientos colectivos y datos de diversas unidades, fomentando un ecosistema financiero más integrado y receptivo.